# 烏鴉湖水庫
烏鴉湖水庫（Loch Raven Reservoir），位於美國馬里蘭州巴爾的摩市北郊，提供了巴爾的摩市，以及巴爾的摩縣大部分地區的飲用水源。最初於1881年興建了水壩與通到市區蒙特貝洛湖（Lake Montebello）以及克里夫頓湖（Lake Clifton）的引水隧道，後於1914年興建了新的水壩，淹沒了一個名為瓦倫（Warren）的農村，使水庫成為今天的大湖，提供更多的水源。1923年水壩高度由16公尺提升到36公尺，很多人將此舉認定為巴爾的摩市在1904年大火以後的謀求重生之道。本水庫水源來自火藥河（Gunpowder River），容量為 87,000,000 立方公尺。除提供巴爾的摩縣市穩定的飲用水源以外，也作為大眾的休閒場所。

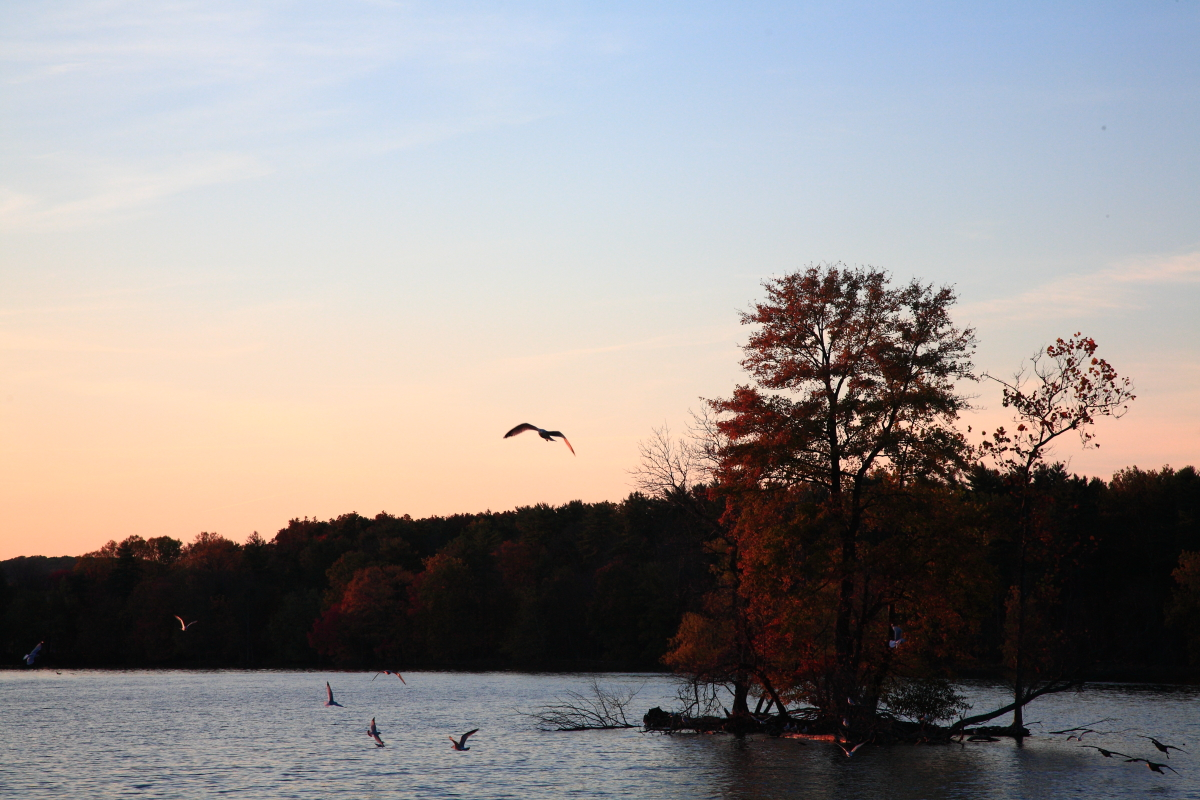
烏鴉湖水庫秋景

## 歷史
巴爾的摩市議會在1908年通過的法案，最初預算為五百萬美元。水壩興建於1912至1914年，完工時壩頂高度為海拔57公尺，高於原來的山谷底部16公尺。水庫使用了 38,800 立方公尺的混凝土，蓄水量為 5,700,000 立方公尺。周邊興建了七英里長的新道路以及三座新橋，包括烏鴉道（Loch Raven Drive）、紙廠路（Paper Mill Road）、杜拉尼溪谷路（Dulaney Valley Road），僅留下瓦倫路上的舊橋。另外又在上壩到下壩間建造了一條長495公尺，管徑 3.0公尺的鋼管，以連接通往巴爾的摩的蒙特貝洛湖之11公里長的主幹管。

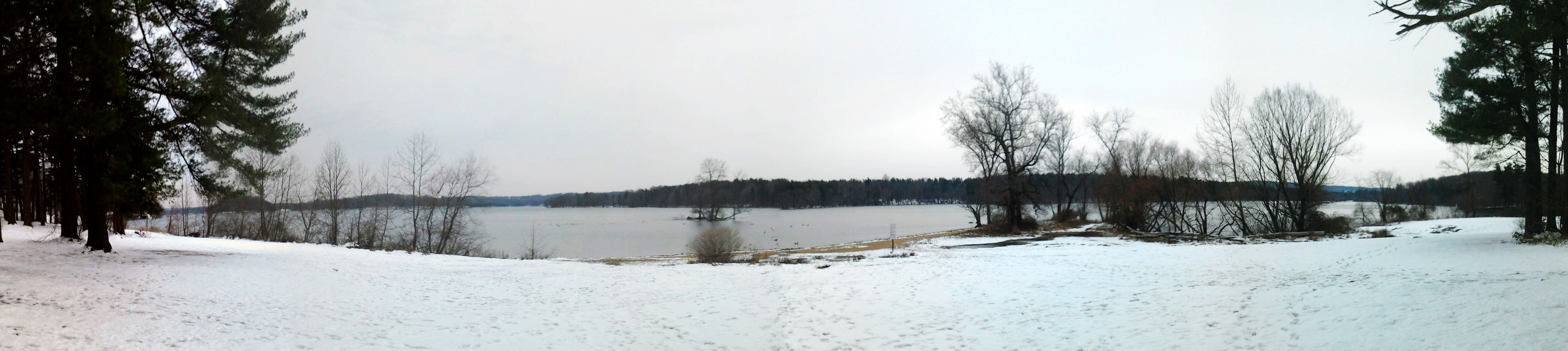
烏鴉湖水庫冬景

## 橋梁

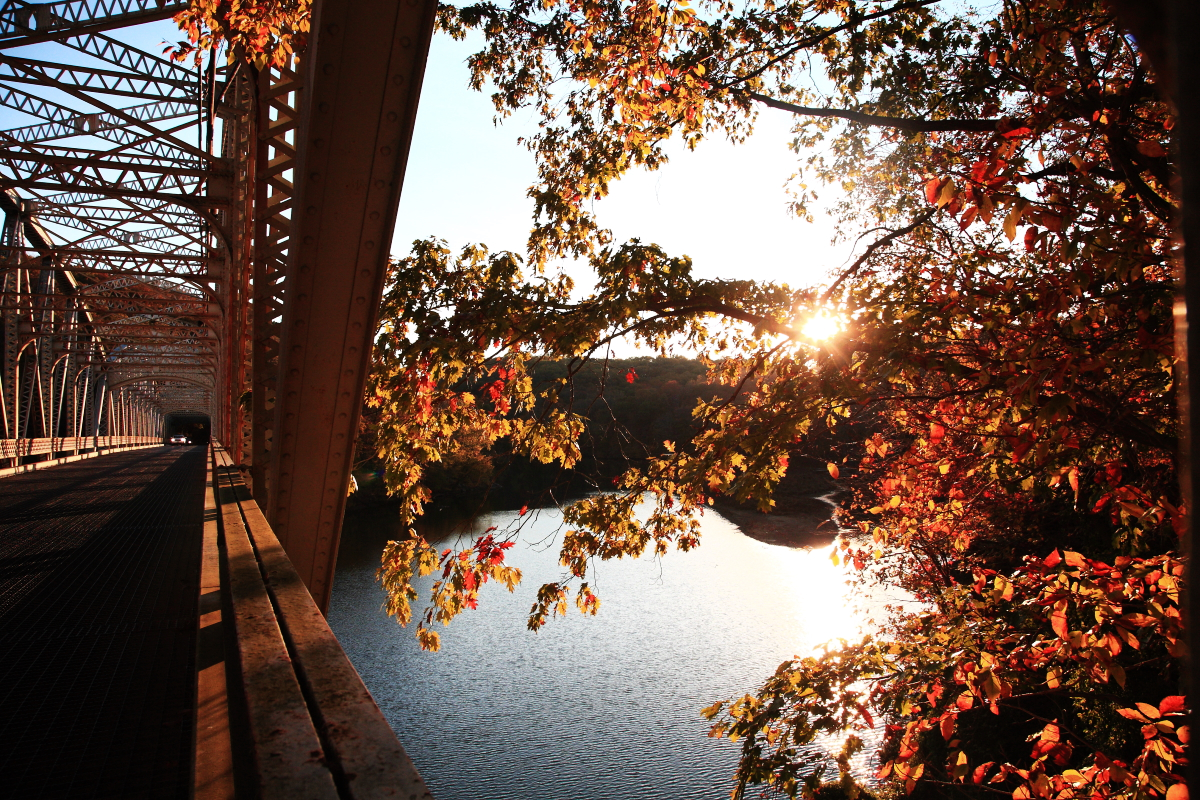
瓦倫路之橋所見秋景

本水庫有諸多舊橋。有四座跨越水庫的橋樑，烏鴉道上最初的橋樑建於 1906 年，該路段有髮夾彎，路況危險，造成多起事故。在1958年10月26日還發生了幽浮事件，有兩個人開車接近橋梁時看見一個卵形飛行器浮在橋梁上空，當該物體離去時他們遭到灼傷。1988年該橋樑改建成較安全的新橋。第二座橋乃位於馬里蘭州道146號上，建於1914年，是與瓦倫路以及紙廠路上的橋樑相似的大橋，稱為馬休斯橋（Matthews Bridge）；該橋梁於1978年改建成現代化橋梁。1922年，馬里蘭州道145號上的有遮蓋舊橋被改建為新橋，在2000年該處又改建更大的橋，但舊橋保留作為休閒之用。最後還在使用的橋是在馬里蘭州道943號（亦即瓦倫路）上，建於1923年的橋。

## 活動

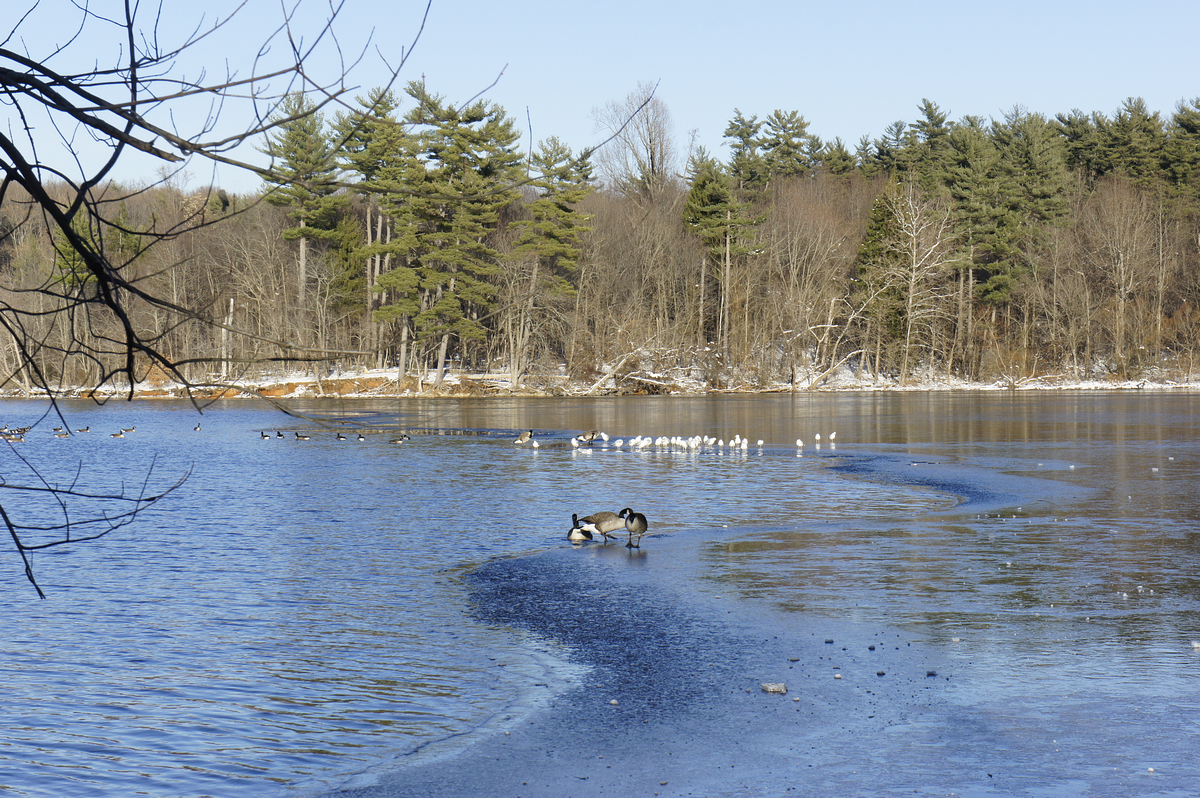
冬天湖面結冰的烏鴉湖水庫

烏鴉湖水庫有射擊運動、步道、野餐區。遊客也可釣魚或行駛自用船筏，也可在碼頭附近租用小船。水庫也有慢跑道以及飛盤高爾夫場。此外在周末，摩根磨坊路（Morgan Mill Road）與普羅維登斯路（Providence Road）之間的烏鴉道路段封閉為行人專用。但因為本水庫提供飲用水，故禁止游泳。巴爾的摩市水源管理當局派員巡邏水庫與周邊地區。